# Alfred Wikenhauser
Alfred Wikenhauser (* 22. Februar 1883 in Welschingen; † 21. Juni 1960 in Freiburg) war ein deutscher katholischer Theologe und Professor für Neues Testament.

## Leben und Werk
Alfred Wikenhauser besuchte das Gymnasium in Rastatt und Konstanz. Danach begann er an der Universität Freiburg mit dem Studium der Theologie. 1907 wurde er zum Priester geweiht und war anschließend zunächst in der Seelsorge eingesetzt, bevor man ihn 1910 für zwei Jahre zu vertiefenden Studien der Exegese an das Päpstliche Bibelinstitut nach Rom schickte. 1913 wurde er an der Freiburger Universität zum Doktor der Theologie promoviert. Nach einem erneuten Einsatz in der Seelsorge folgte 1922 die Habilitation und die Ernennung zum Privatdozenten an der Theologischen Fakultät der Universität Freiburg. 1926 wurde er als Professor für neutestamentliche Exegese an die Universität Würzburg und 1929 an die Universität Freiburg berufen. Hier forschte und lehrte er bis zu seiner Emeritierung im Jahr 1951.
Alfred Wikenhauser war einer der renommiertesten katholischen Neutestamentler seiner Generation, der die Rezeption der Ergebnisse der kritischen Bibelwissenschaft in der katholischen Exegese vorantrieb. Seine Einleitung in das Neue Testament war sehr einflussreich und konkurrierte mit der konservativen von Wilhelm Michaelis und der liberalen von Werner Georg Kümmel. Er war Mitinitiator und Mitherausgeber der Kommentarreihe Regensburger Neues Testament. Außerdem war er an den Vorbereitungen für die Reihe Herders Theologischer Kommentar zum Neuen Testament beteiligt; diese Arbeit wurde nach seinem Tod von Anton Vögtle, seinem Schüler und Nachfolger auf dem Freiburger Lehrstuhl, übernommen und weitergeführt.

## Ehrung
Alfred Wikenhauser ist Ehrenbürger seines Geburtsortes Welschingen. 2016 wurde eine Straße in Welschingen nach ihm benannt.

## Veröffentlichungen
- Die Apostelgeschichte und ihr Geschichtswert (Neutestamentliche Abhandlungen, Bd. VIII/3–5), Münster i.W. 1921.
- Die Christusmystik des hl. Paulus (Biblische Zeitfragen, Bd. XII/8–10), Münster i.W. 1928.
- Die Apostelgeschichte übersetzt und erklärt (Regensburger Neues Testament, Bd. 5), Regensburg 1938; 2. stark erweiterte Auflage 1951; 3. umgearbeitete Auflage 1956.
- Offenbarung des Johannes (Regensburger Neues Testament, Bd. 9), Regensburg 1947; 2. unveränderte Auflage 1948; 3. verbesserte Auflage 1959, ISBN 3-7917-0143-6.
- Das Evangelium nach Johannes (Regensburger Neues Testament, Bd. 4), Regensburg 1948; 2. überarbeitete und erweiterte Auflage 1957.
- Einleitung in das Neue Testament, Freiburg i. Br. 1953; 2., durchges. und erg. Aufl. 1956; 3., verbesserte u. erg. Aufl. 1959 [6., völlig neu bearb. Aufl. von Josef Schmid 1973].
- Die Christusmystik des Apostels Paulus, 2., umgearb. u. erw. Aufl. Freiburg 1956 (1. Aufl. 1955).